# Scaevola kilaueae
Scaevola kilaueae är en tvåhjärtbladig växtart som beskrevs av Degener. Scaevola kilaueae ingår i släktet Scaevola och familjen Goodeniaceae. Inga underarter finns listade i Catalogue of Life.

## Bildgalleri

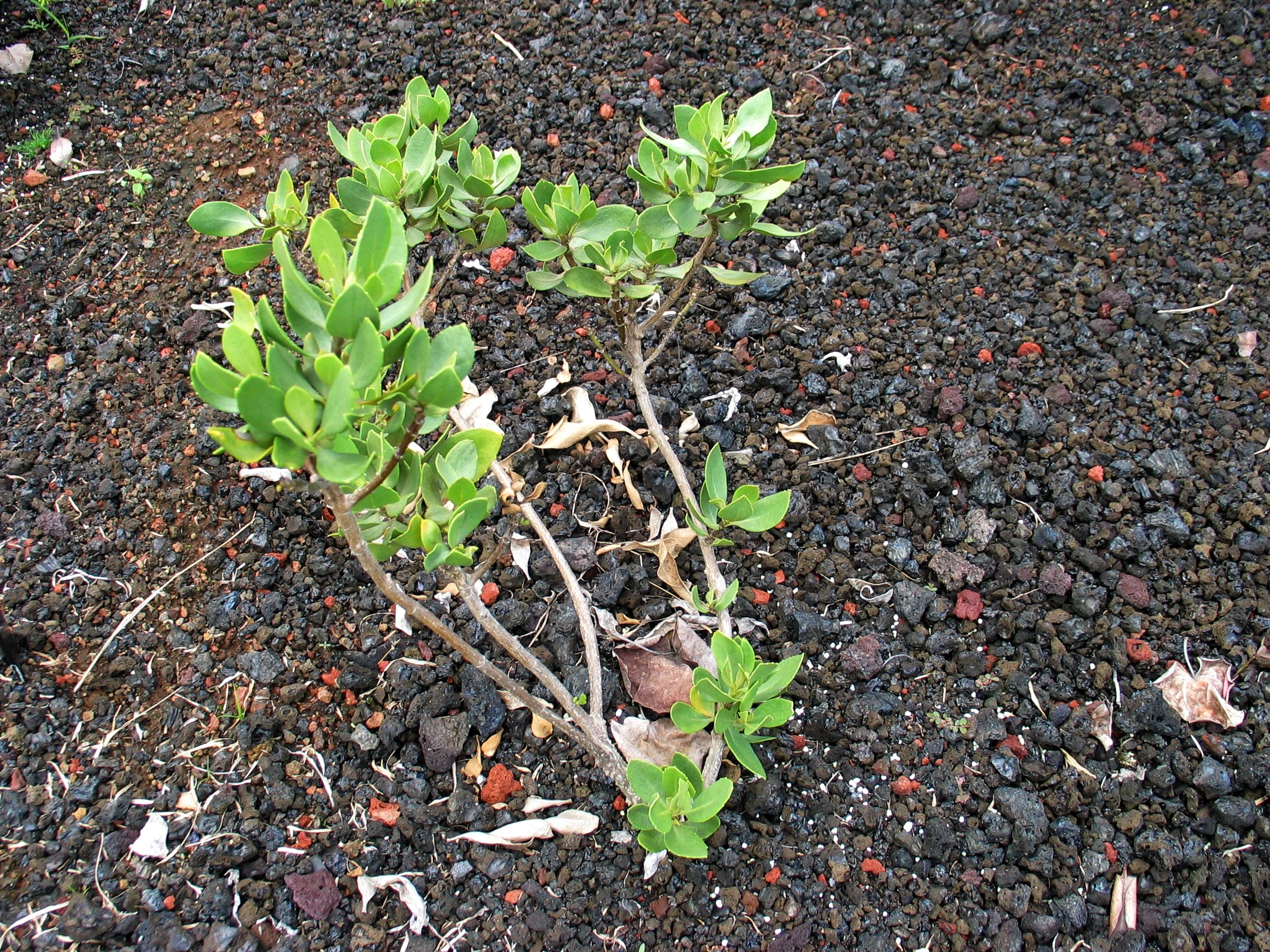
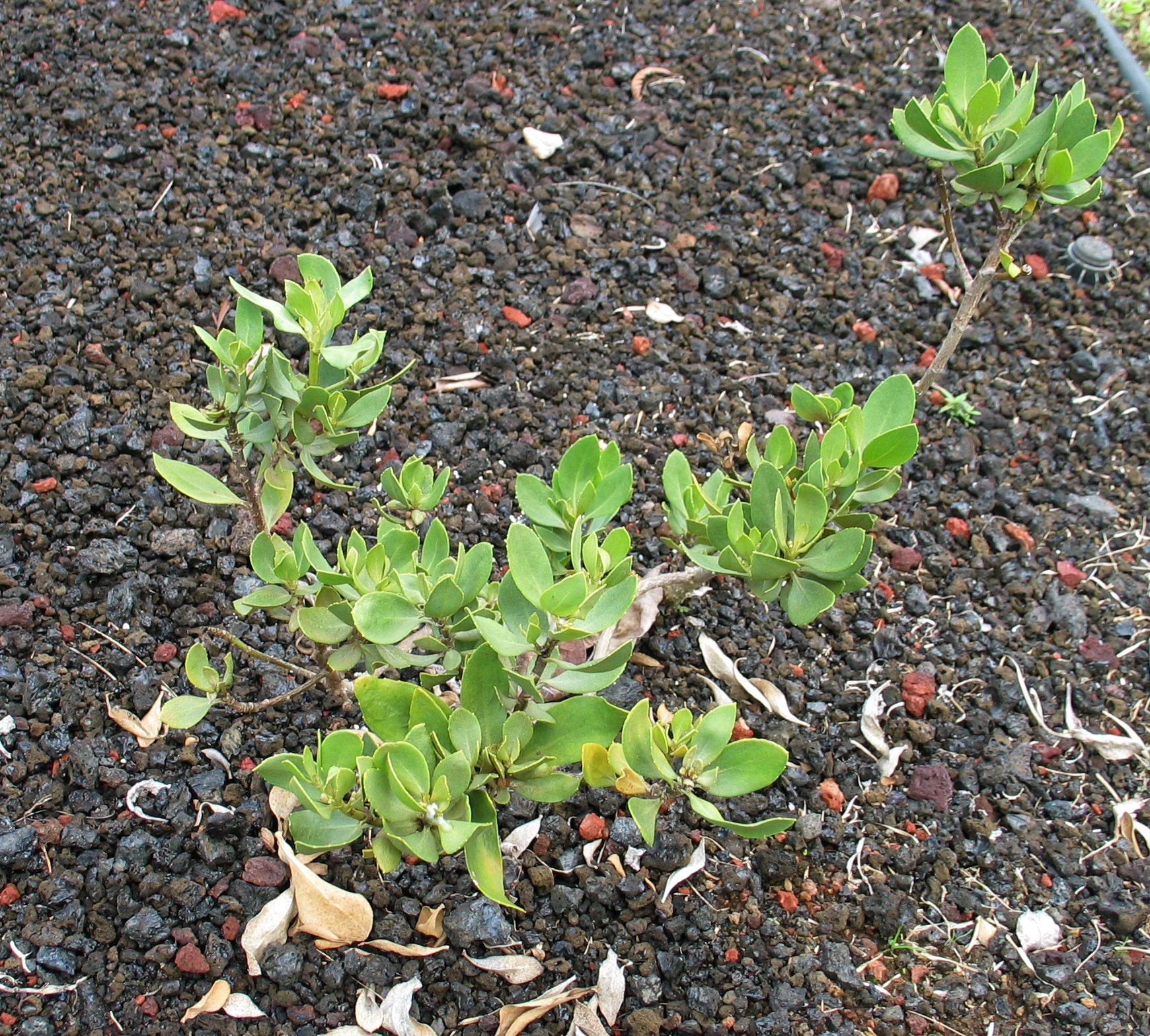